# 巴西保守主义
巴西保守主义指的是起源于巴西的某些文化传统，以及与葡萄牙-伊比利亚文化根源和多元影响的关系的运动。该运动在基督教基础上受到罗马遗产和部分希腊哲学的影响。
比较传统的保守主义历史观点和特征包括对政治联邦制、天主教和君主制的信仰。